# Université nationale ouverte Indira Gandhi
L'Université nationale ouverte Indira Gandhi est une université à distance située à Delhi en Inde. Elle fut créée en 1985.
Elle accueille plus de 4 millions d'étudiants et serait l'établissement supérieur accueillant le plus grand nombre d'étudiants dans le monde. L'université est nommée d'après Indira Gandhi.

## Anciens étudiants
- Madhu Nataraj